# Turie
Turie és un poble i municipi d'Eslovàquia que es troba a la regió de Žilina, al centre-nord del país.

## Història
La primera menció escrita de la vila es remunta al 1386.

## Demografia
| Godina             | 1994 | 2004   | 2014   | 2024   |
| ------------------ | ---- | ------ | ------ | ------ |
| Nombre de persones | 1819 | 1970   | 1979   | 2158   |
| Diferència         |      | +8,30% | +0,45% | +9,04% |

| Godina             | 2023 | 2024   |
| ------------------ | ---- | ------ |
| Nombre de persones | 2117 | 2158   |
| Diferència         |      | +1,93% |